# Cochlostoma parnonis
Cochlostoma parnonis е вид охлюв от семейство Diplommatinidae. Видът е почти застрашен от изчезване.

## Разпространение
Разпространен е в Гърция.

## Описание
Популацията на вида е стабилна.